# Liberty (Yakima megye, Washington)
Liberty az Amerikai Egyesült Államok északnyugati részén, Washington állam Yakima megyéjében, Grangertől három kilométerre keletre elhelyezkedő önkormányzat nélküli település.